# Stadio Paulo Machado de Carvalho
Lo stadio municipale Paulo Machado de Carvalho (in portoghese Estádio Municipal Paulo Machado de Carvalho), più noto come Pacaembu, è un impianto sportivo multifunzione di San Paolo del Brasile.
Sorge nel quartiere cittadino di Pacaembu, da cui il nome originale, successivamente cambiato in omaggio al dirigente sportivo Paulo Machado de Carvalho.
Costruito in due anni a partire dal 1938, fu inaugurato nel 1940 e, da allora fino al 2014, fu l'impianto interno del Corinthians.
Originariamente capace di più di 70000 spettatori (il suo record di 72018 presenze è del 1942), dopo successive ristrutturazioni che ne hanno fatto un impianto senza posti in piedi ha visto la sua capacità ridursi a poco più della metà, 37730 spettatori.
Benché senza club calcistico fisso, lo stadio, di proprietà pubblica della prefettura municipale di San Paolo, è utilizzato per incontri del campionato Paulista e del Brasileirão, il campionato nazionale.
Dal 2014 è anche utilizzato per incontri internazionali del Brasile di rugby.

## Galleria d'immagini

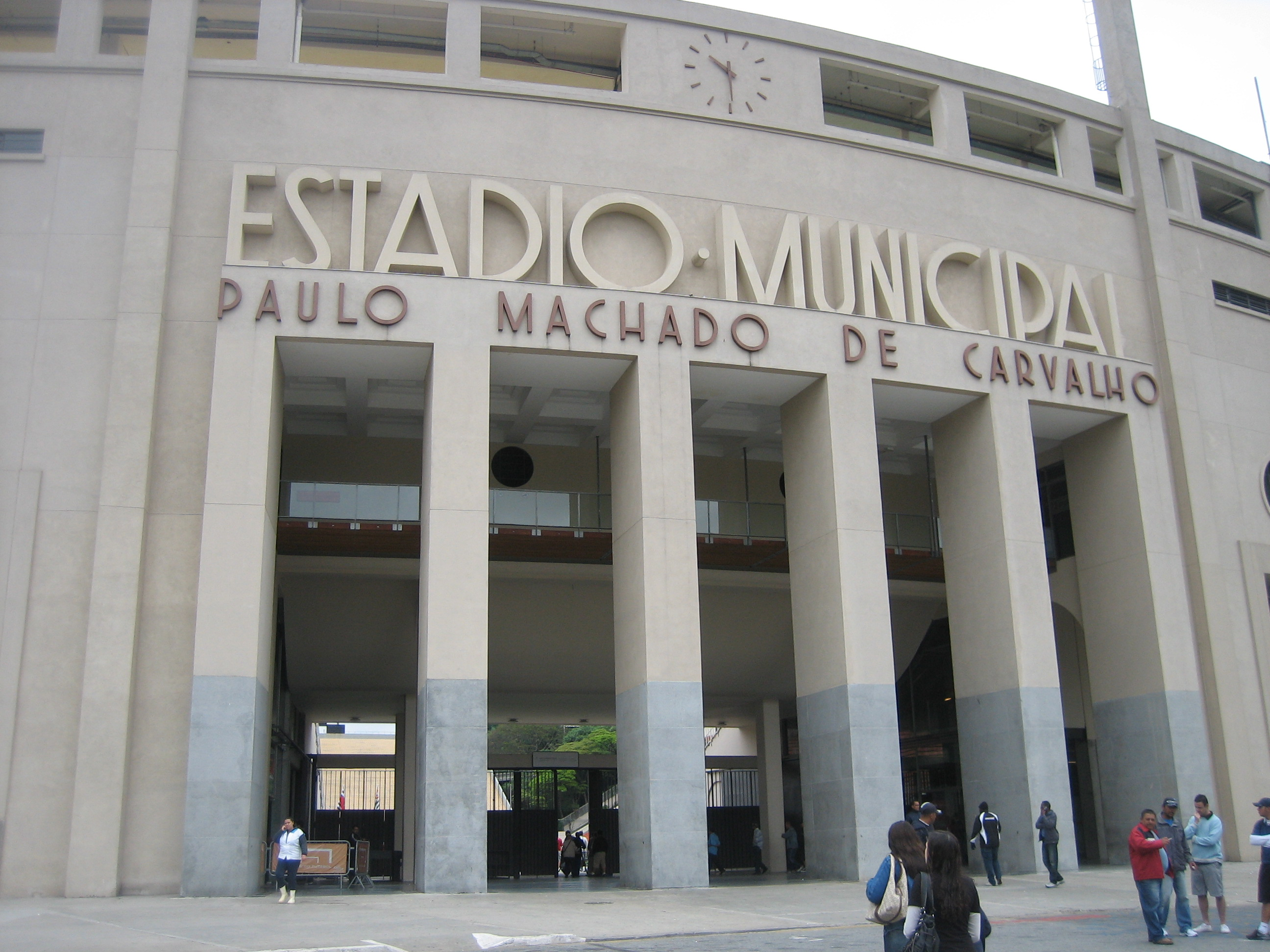
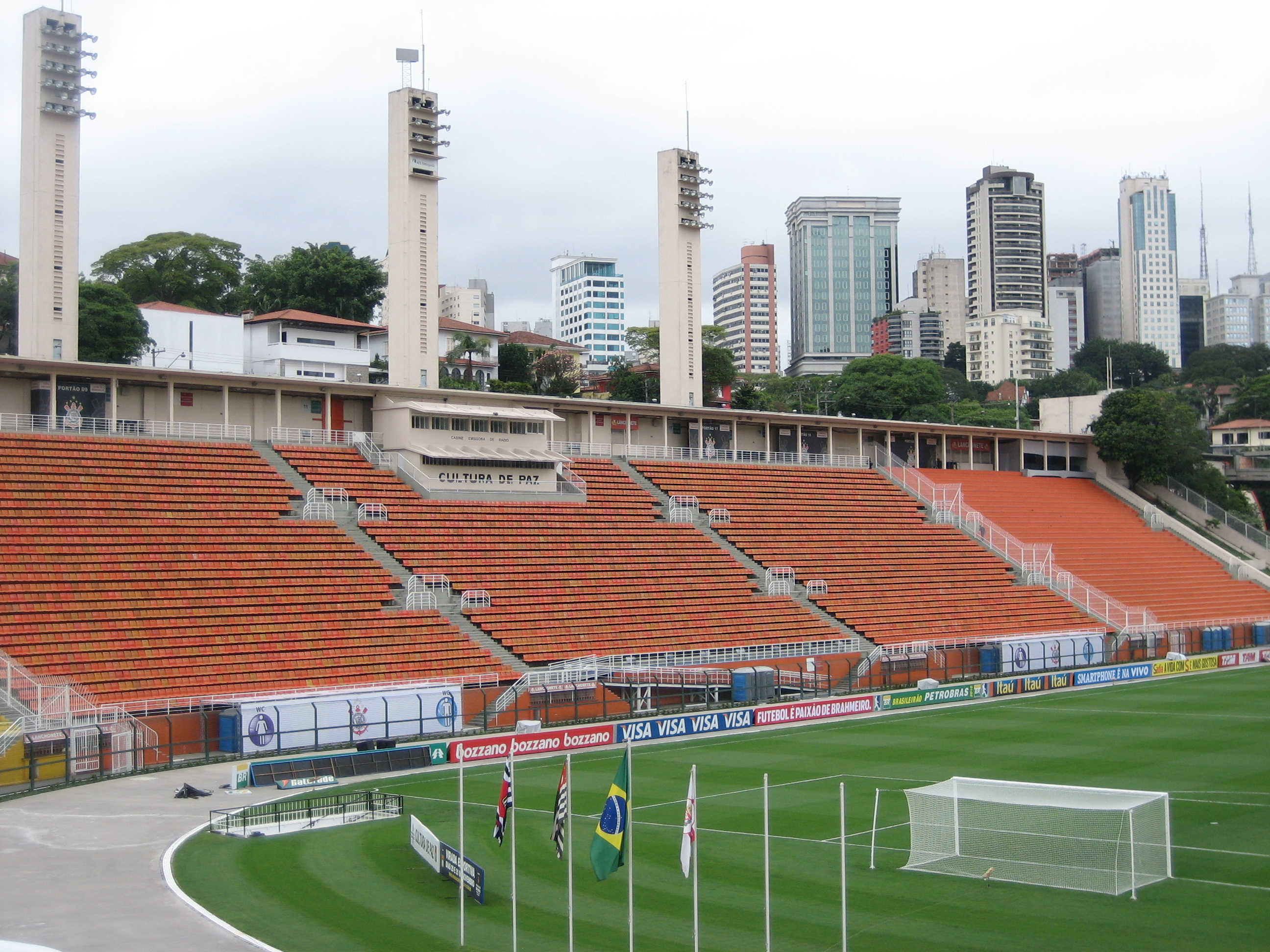
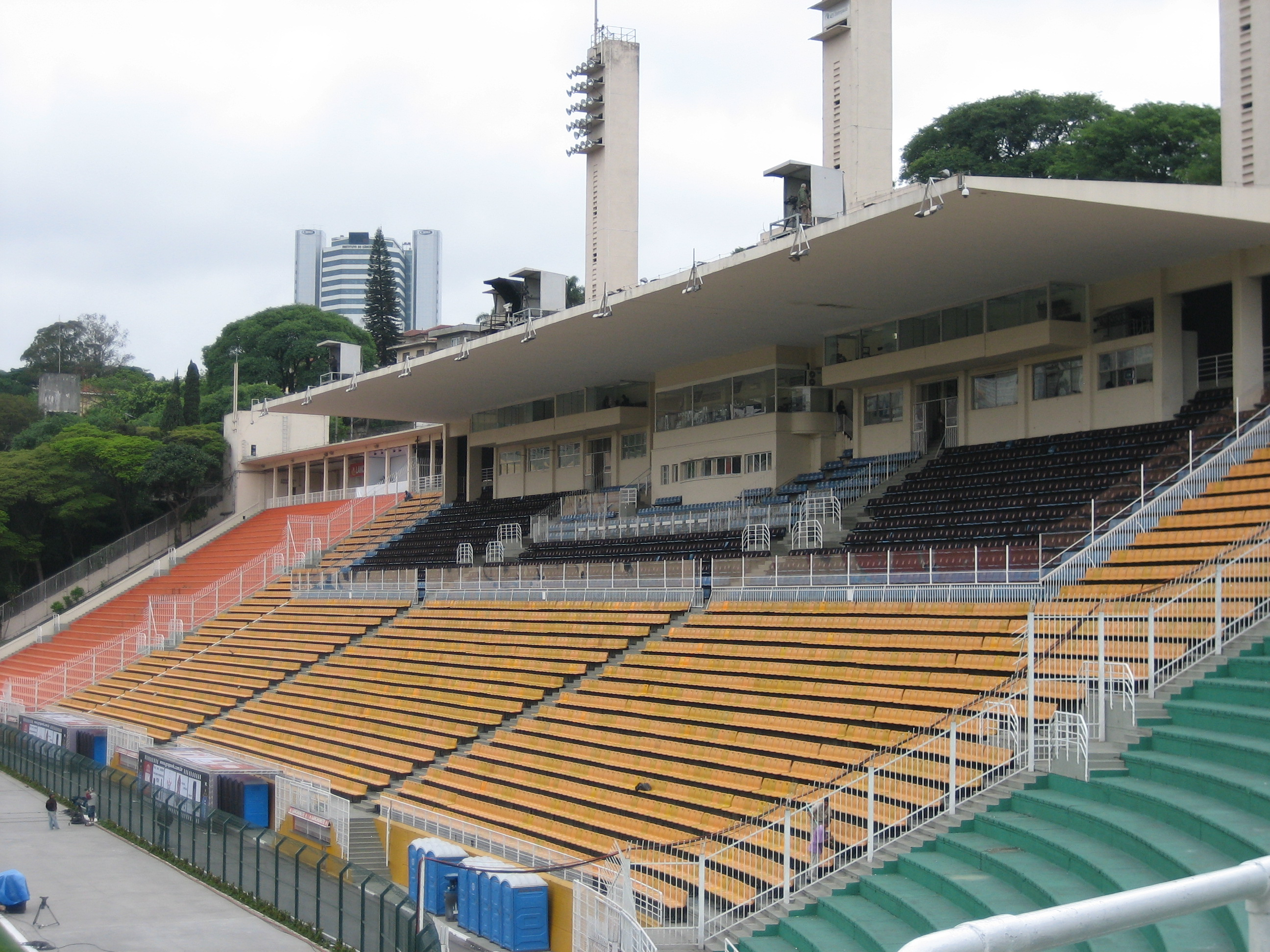
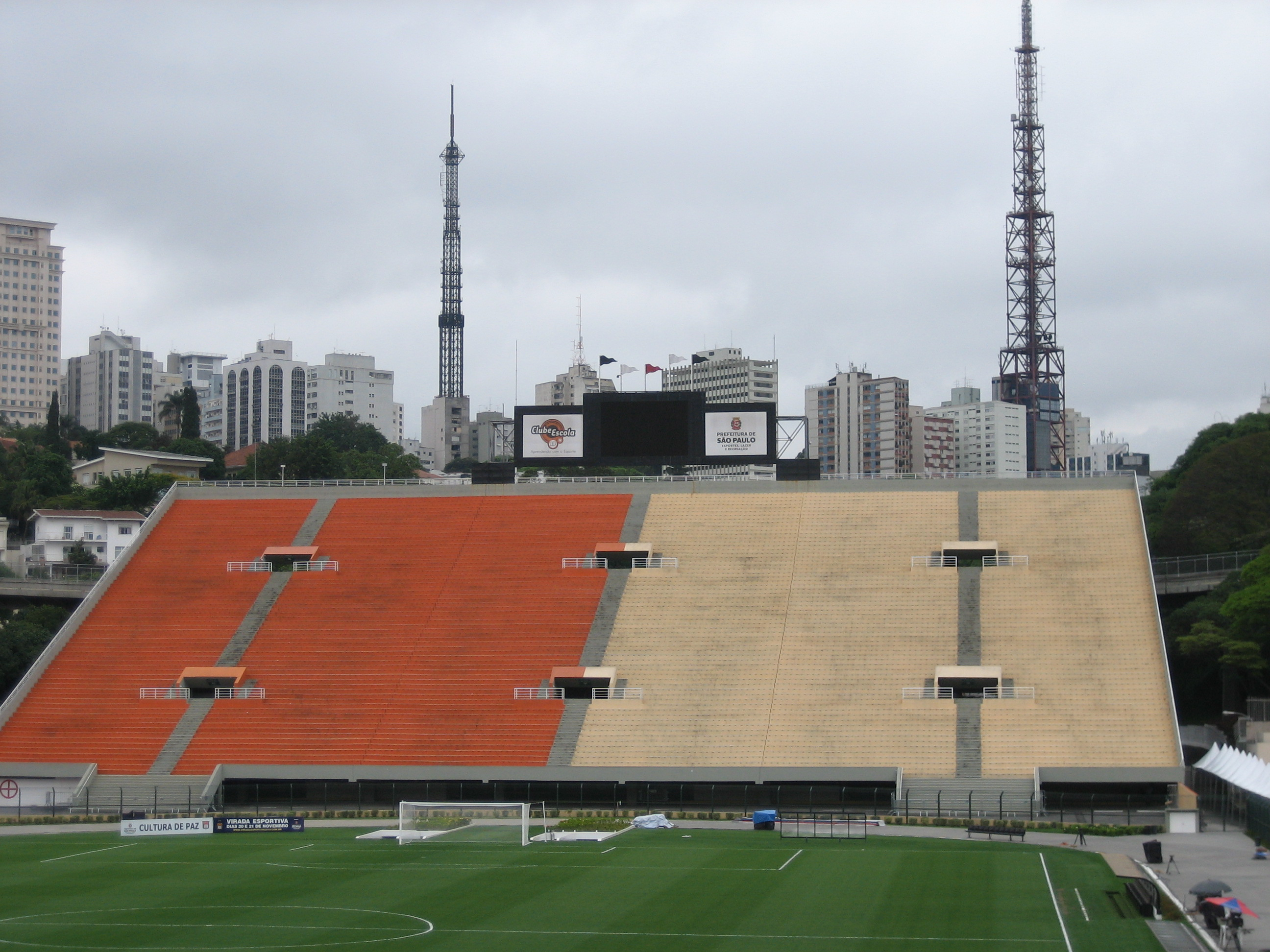
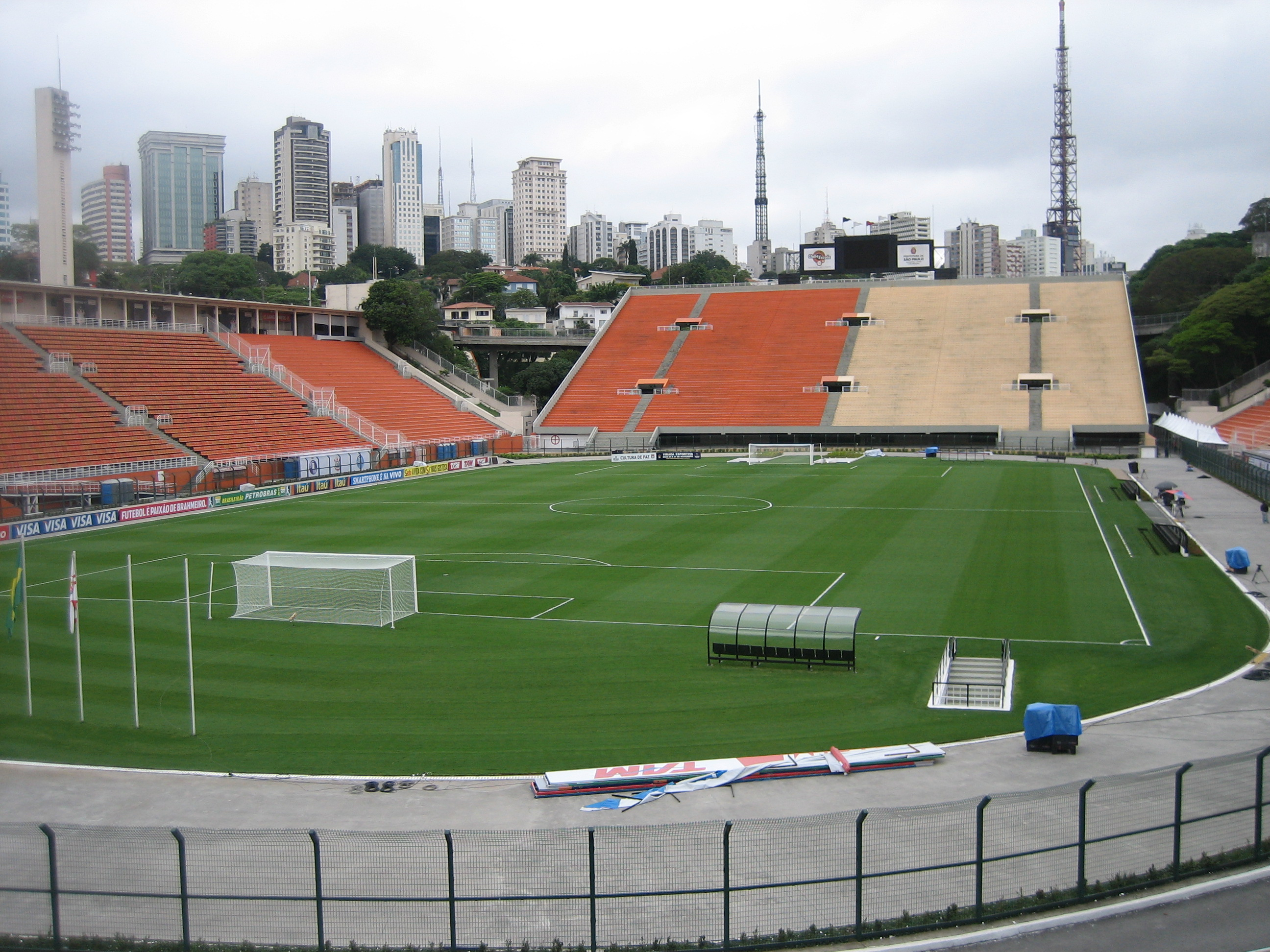